# Scott Snyder

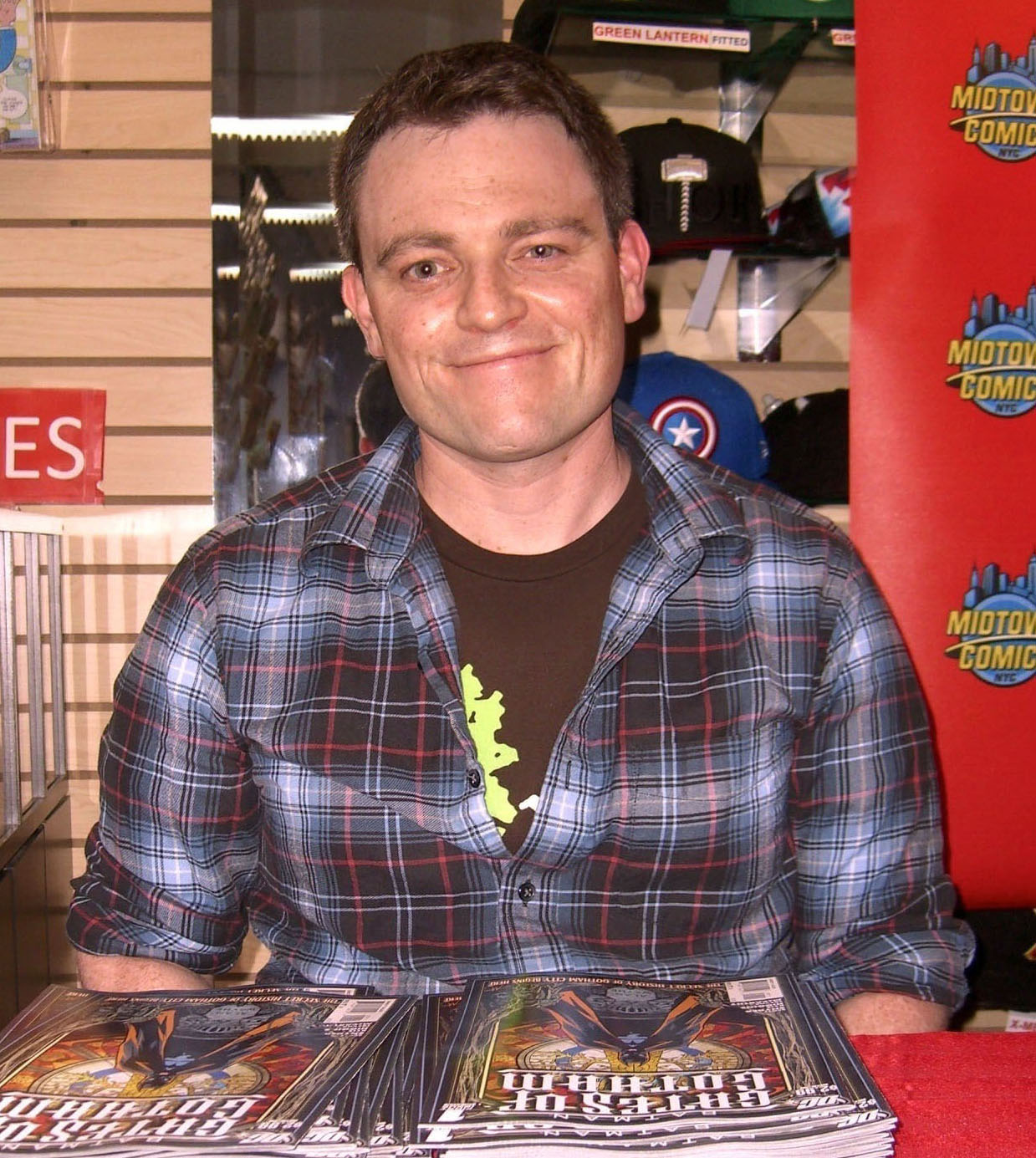
Scott Snyder.

Scott Snyder es un escritor estadounidense conocido por su colección de cuentos cortos "Voodoo Heart", publicada en 2006, y su colaboración en historietas como: "Vampiro americano", "Detective Comics", "Batman" y "Swamp Thing.

## Carrera
Snyder empezó a escribir para Marvel Cómics en 2009, sobre La Antorcha Humana, para celebrar los 70 años de Marvel.
Después escribió la miniserie de 4 números Iron Man: Noir.
En marzo de 2010, empezó a publicar American Vampire, con dibujo de Rafael Albuquerque, en el sello Vértigo.
En 2011 comenzó a escribir para DC Comics, participando en series de esta editorial como Batman, Superman y La Cosa del Pantano.
En 2017 publicó Dark Knights: Metal, el primer evento editorial orquestado por el escritor. 
En 2018 DC comics anunció que Snyder escribirá el nuevo cómic de Liga de la Justicia
Además ha escrito títulos como los siguientes:
- Severed, para Image, 2011-2012.
- The Wake, para Vertigo.2013
- Wytches, para Image.2014

### Marvel Comics
- La Antorcha Humana Especial de los 70 años (dibujado por Scott Wegener, one-shot, 2009)
- Iron Man Noir #1–4 (dibujado por Manuel García, 2010)

### DC Comics y Vertigo
- Detective Comics v1 #871–881 (dibujado por Mark Simpson y Francesco Francavilla, 2011)
- Batman: Gates of Gotham #1–5 (dibujado por Kyle Higgins, Trevor McCarthy y Derec Donovan) (2011 - 2012)
- Flashpoint: Project Superman #1–3 (dibujado por Lowell Francis y Gene Ha) (2011)
- Batman Vol 2 #1 - 52 (dibujado por Greg Capullo) (2011 - 2016)
- Talon #0–7 (coescrito con James Tynion IV) (2011-2012)
- Superman Unchained #1–9 (dibujado por Jim Lee) (2013–2014)
- The Wake #1–10 (dibujado por Sean Gordon Murphy) (2013 - 2014)
- Batman Eternal (coescrito con James Tynion IV, Ray Fawkes, Kyle Higgins, Tim Seeley y John Layman) (2014–2015)
- Batman and Robin Eternal (coescrito con James Tynion IV, Tim Seeley, Genevieve Valentine, Ed Brisson, Steve Orlando, Jackson Lanzing y Collin Kelly (2015–2016)
- All-Star Batman #1–9 (dibujado por John Romita Jr. y Declan Shalvey (2016 – 2017)
- Swamp Thing v5 #0 - 18 (dibujado por Yanick Paquette, Marco Rudy, Francesco Francavilla, Kano, Scott Tuft, Andy Belanger y Becky Cloonan) (2011–2013)

- Dark Days: The Forge (2017)
- Dark Days: The Casting (2017)
- Dark Nights: Metal 1–6 (2017–2018)
- Justice League: No Justice (pendiente de lanzamiento en 2018)

### Image Comics
- Severed #1–7 (dibujado por Scott Tuft y Attila Futaki (2011–2012)
- Wytches #1–6 (dibujado por Mark Simpson) (2014–2015)
- A.D.: After Death #1–3 (coescrito con Jeff Lemire) (2016–2017)